# Висока школа струковних студија за информационе технологије Београд
Висока школа струковних студија за информационе технологије (ITS) је приватна едукативна установа из Београда која школује високообразоване кадрове у области информационих технологија. Настала је 2006. године као резултат сарадње компанија LINKgroup и Comtrade, у чијим просторијама се и одвија настава.
Акредитована од стране Министарства просвете, науке и технолошког развоја Републике Србије, Висока школа ITS испуњава све званичне стандарде за школовање дипломираних струковних инжењера информационих технологија.

## Акредитација и институционални развој
ИТС је акредитован од стране Националног тела за акредитацију и проверу квалитета у високом образовању Републике Србије (НАТ), што гарантује висок ниво квалитета наставног процеса и усклађеност са европским стандардима образовања. Током свог развоја, ИТС је био део ЛИНК Едуцатионал Аллианце, мреже образовних институција са фокусом на интердисциплинарне приступе учењу. Данас, ИТС функционише у оквиру Цреативе Ацадемиц Аллианце (ЦАА), алијансе која окупља институције посвећене развоју креативних и технолошких програма, пружајући студентима могућност приступа иновативним методама образовања.
Поред основних академских програма, ИТС је оснивач Средње школе за информационе технологије (ИТХС) и Факултета савремених уметности (ФСУ), чиме се омогућава континуитет образовања у областима информационих технологија и креативних индустрија.

## Студијски програми
ИТС нуди широк спектар студијских програма, прилагођених потребама савременог ИТ тржишта. Програми су конципирани тако да студентима обезбеде теоријску основу, уз истовремено стицање практичних вештина кроз пројекте, лабораторијске вежбе и сарадњу са индустријом.
Основне струковне студије
- Информационе технологије – Програм који обухвата области као што су програмирање, базе података, мрежне технологије, сајбер безбедност и софтверско инжењерство. Студенти бирају између модула Развој софтвера и Наука о подацима и вештачка интелигенција.
- Дигитална мултимедија – Програм фокусиран на графички дизајн, визуелне комуникације, мултимедијалну продукцију и дигиталну уметност, са циљем оспособљавања студената за рад у креативним индустријама.

Мастер струковне студије
- Информационе технологије – Програм који пружа напредно знање у областима вештачке интелигенције, аналитике података, машинског учења и роботике.
- Дигитална мултимедија – Програм који омогућава дубље разумевање савремених технологија дизајна и мултимедијалне продукције.

## Наставни кадар и методологија
ИТС запошљава високо квалификоване професоре и предаваче који континуирано прате глобалне трендове у ИТ индустрији и прилагођавају наставне планове савременим потребама тржишта. Наставни процес комбинује класична предавања са практичним радом у лабораторијама, омогућавајући студентима директно искуство рада са најновијим технологијама и софтверским алатима.

## Инфраструктура и услови рада
Установа се налази у оквиру Цомтраде Тецхнолошког центра, што студентима пружа јединствену прилику за учење у технолошком окружењу и директан контакт са инжењерима из индустрије. ИТС располаже модерним лабораторијама опремљеним најсавременијим рачунарима, Аппле студијима, ИТ клубом, спортским теренима, рестораном и другим пратећим садржајима.
Посебан сегмент инфраструктуре чине лабораторије за програмирање, мултимедијалну продукцију и сајбер безбедност, које омогућавају студентима рад на реалним пројектима и припрему за будуће професионалне изазове.

## Партнерства и могућности за праксу
ИТС негује снажне везе са домаћим и међународним компанијама из области ИТ индустрије, пружајући студентима могућност обављања стручне праксе и запошљавања одмах након дипломирања. Међу партнерима школе налазе се глобални технолошки гиганти попут Аппле-а, Мицрософт-а, Орацле-а, ХП-а, као и бројне домаће ИТ компаније.

## Студентски живот и додатне активности
Поред академског програма, ИТС организује бројне ваннаставне активности, предавања гостујућих стручњака, радионице и такмичења. Студенти ИТС-а имају прилику да учествују у развоју стартап пројеката, колаборативним истраживањима и интернационалним програмима размене.

## ИТС алумни заједница
Након завршетка студија, ИТС наставља да пружа подршку својим дипломцима кроз алумни заједницу, која омогућава повезивање са бившим студентима, менторство и професионални развој. ИТС алумни данас раде у водећим ИТ компанијама широм света, док неки од њих оснивају сопствене технолошке стартапе.

## Значај и допринос образовању
Као прва акредитована приватна високошколска установа у области информационих технологија у Србији, ИТС је поставио високе стандарде у ИТ образовању. Интегрисањем теоријских знања са практичним радом, ИТС образује стручњаке који су одмах спремни за рад у индустрији, чиме доприноси развоју дигиталне економије и технолошких иновација.
Са јасном визијом будућности, ИТС наставља да унапређује своје програме, прати глобалне трендове и обликује нове генерације ИТ стручњака спремних да одговоре на изазове модерног доба.